# Carinda
Carinda är en ort i Australien. Den ligger i kommunen Walgett och delstaten New South Wales, i den sydöstra delen av landet, omkring 500 kilometer nordväst om delstatshuvudstaden Sydney. Antalet invånare är 195.
Trakten runt Carinda är nära nog obefolkad, med mindre än två invånare per kvadratkilometer..
Omgivningarna runt Carinda är i huvudsak ett öppet busklandskap. Genomsnittlig årsnederbörd är 478 millimeter. Den regnigaste månaden är februari, med i genomsnitt 97 mm nederbörd, och den torraste är oktober, med 4 mm nederbörd.